# Cotacachi (ort)
Cotacachi är en ort i Ecuador.   Den ligger i provinsen Imbabura, i den centrala delen av landet, 70 km norr om huvudstaden Quito. Cotacachi ligger 2 442 meter över havet och antalet invånare är 8 238.
Terrängen runt Cotacachi är varierad. Runt Cotacachi är det tätbefolkat, med 493 invånare per kvadratkilometer. Närmaste större samhälle är Ibarra, 16,7 km öster om Cotacachi. Omgivningarna runt Cotacachi är en mosaik av jordbruksmark och naturlig växtlighet.